# Bom Jardim de Minas
Bom Jardim de Minas é um município brasileiro no interior do estado de Minas Gerais, Região Sudeste do país. Localiza-se no sul mineiro e está situado a 295 km da capital estadual. Ocupa uma área de 412,021 km², sendo que 1,7197 km² estão em perímetro urbano, e sua população foi estimada em 6 968 habitantes em 2024.
A sede tem uma temperatura média anual de 21,2 °C e na vegetação do município predomina a Mata Atlântica. Com 85% da população vivendo na zona urbana, a cidade contava, em 2009, com cinco estabelecimentos de saúde. O seu Índice de Desenvolvimento Humano (IDH) é de 0,673, considerando como médio em relação ao estado.
O povoamento do lugar teve início por volta de 1750, com o estabelecimento de uma fazenda nas atuais terras bom-jardinenses. No local se formou um arraial, que foi elevado à categoria de freguesia e, em 1856, a distrito de Andrelândia, sendo emancipado em 17 de dezembro de 1938. Atualmente, Bom Jardim se destaca na realização de festas como o Carnaval, que é um dos maiores da região; e a festa do padroeiro da cidade, Bom Jesus dos Matozinhos, em agosto; além dos atrativos naturais, como cachoeiras e serras.

## História
A região onde atualmente se localiza Bom Jardim de Minas era habitada pelos índios Puri. Em 1770, houve o início da ocupação da região por colonizadores, entre os quais o português Manoel Arriaga de Oliveira (casado com D. Maria Alcântara de Oliveira, com quem teve seis filhos) e sua família. Após se estabelecerem na região, fundaram a Colônia de Campo Vermelho, próximo à atual sede municipal. Esta foi atacada por uma tribo de indígenas que habitava a região, tendo durante o ataque sido massacrado um de seus filhos. Manoel Arriaga, entristecido com o fato, afastou-se da Colônia e fixou residência às margens do córrego Milho Branco, onde organizou uma fazenda, atualmente a cidade.
Anos mais tarde, o Senhor Manoel Arriaga recebia em sua fazenda a visita do Capitão Antônio Correia de Lacerda, que vinha acompanhado de sua esposa e filhos. Simpatizaram-se com o local e associaram-se a Manoel para a ampliação da fazenda, iniciando o cultivo da terra em grande escala. A pedido do Capitão Lacerda, foi erigida no núcleo do povoado, ainda em formação, a primitiva Capela do Bom Jardim, hoje a Antiga Matriz. Alguns anos depois, a partir da união das famílias Arriaga e Lacerda, a fazenda recebia a denominação de "Fazenda do Bom Jardim". A origem do nome foi devido a um bem cuidado jardim, que havia nas proximidades da sede da fazenda.
A partir da Fazenda do Bom Jardim, surgiu em 1856 o Arraial do Senhor Bom Jesus do Bom Jardim. A Lei providencial nº 761 de 2 de maio de 1856, criou o distrito com a denominação de "Senhor Bom Jesus do Bom Jardim", pertencendo ao município do Turvo (atual Andrelândia). Pela lei estadual nº 843, de 7 de setembro de 1923, passou a se denominar-se distrito "Bom Jardim", continuando a pertencer ao município de Turvo.
Pelo decreto-lei estadual nº 148, de 17 de dezembro de 1938, cria-se o município de Bom Jardim, constituído pelo distrito-sede (desmembrado de Andrelândia) e Tabuão (desmembrado do município de Rio Preto). Pelo decreto-lei estadual nº 1.058, de 31 de dezembro de 1943, o Bom Jardim passa a denominar-se Bom Jardim de Minas e é criado o distrito de Arantina, com território desmembrado do distrito-sede. Em 30 de dezembro de 1962, porém, ocorre a emancipação de Arantina, permanecendo desde então Bom Jardim dividida em dois distritos (distrito-sede e Tabuão).

## Geografia
A área do município, segundo o Instituto Brasileiro de Geografia e Estatística (IBGE), é de 412,021 km², sendo que 1,7197 km² constituem a zona urbana. Situa-se a 21°56'60" de latitude sul e 44°11'28" de longitude oeste e está a uma distância de 295 quilômetros a sul da capital mineira. Seus municípios limítrofes são Passa Vinte e Santa Rita de Jacutinga, a sul; Arantina e Liberdade, a oeste; Andrelândia, a norte; e Rio Preto, Olaria e Lima Duarte, a leste.
Na geodésica Bom Jardim de Minas é localizado por UTM: 7.579.452 (N), 594.052 (E). De acordo com a divisão regional vigente desde 2017, instituída pelo IBGE, o município pertence às Regiões Geográficas Intermediária e Imediata de Juiz de Fora. Até então, com a vigência das divisões em microrregiões e mesorregiões, fazia parte da microrregião de Andrelândia, que por sua vez estava incluída na mesorregião do Sul e Sudoeste de Minas.

### Relevo e hidrografia

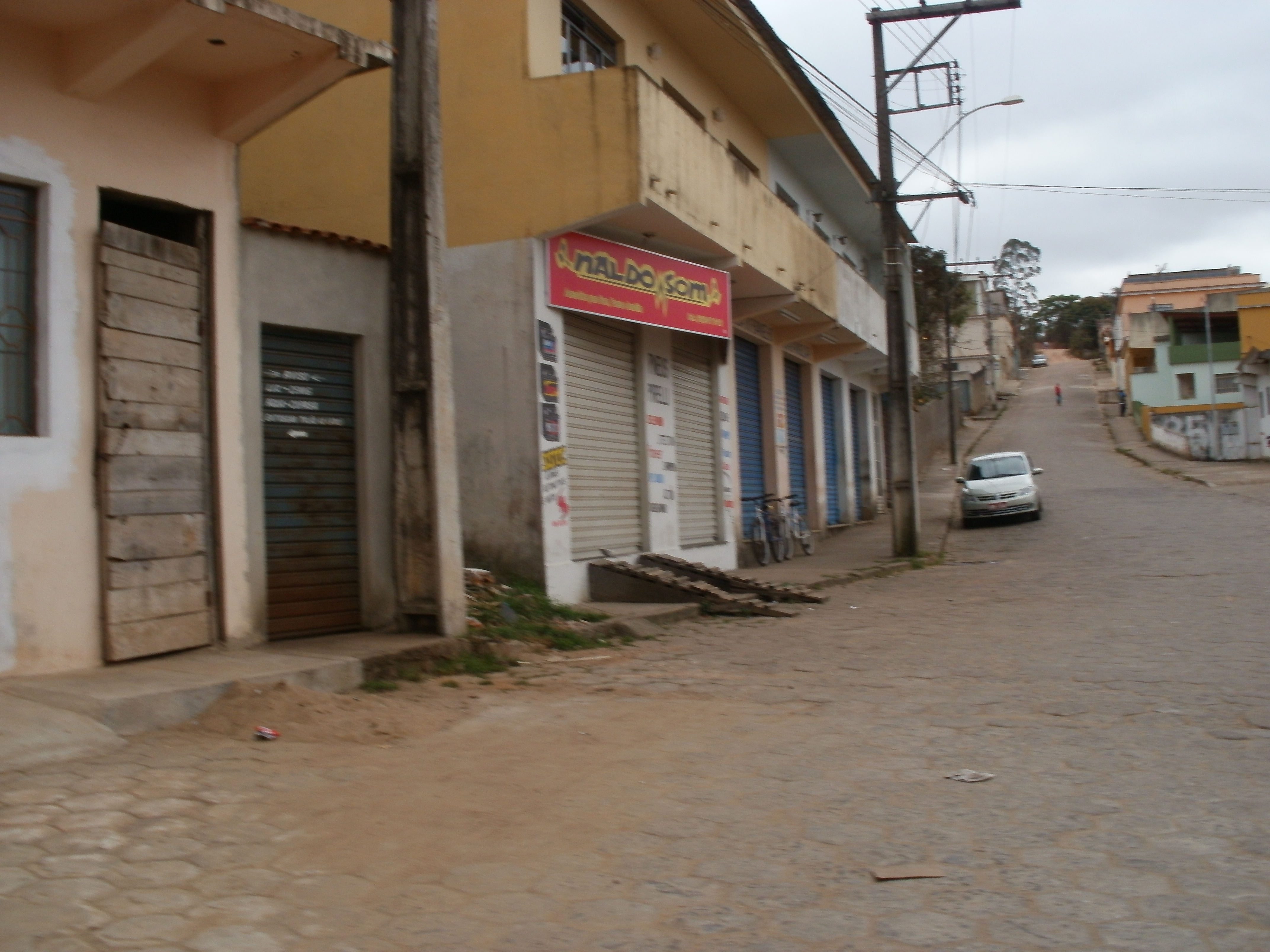
Relevo ondulado em rua da cidade

Na região do município, é possível encontrar em grande quantidade o quartzito e a gnaisse, e sobre essas rochas, localmente, desenvolvem-se solos tipo cambissolos álicos e latossolos vermelho-escuro. Outros dos principais minerais encontrados em maior abundância são o quartzo, mica, caulim, ferro e feldspatos. Dentre as rochas destacam-se o granito (rochas magmáticas); o micaxisto e o migmatito (rochas metamórficas); e o arenito, arcózio, argila e conglomerado (rochas sedimentares).
O relevo é predominantemente ondulado, sendo constituído principalmente por planaltos, com altitude média de 1 100 metros, porém, esta média diminui em direção ao rio Grande, para formar a planície pluvial que é contornada pelos mares de morros e serras, com nível topográfico mais elevado. Aproximadamente 50 % do território bonjardinense é coberto por áreas onduladas, enquanto em cerca de 30 % há o predomínio de mares de morros em terrenos montanhosos, e os 20 % restantes são lugares planos. A altitude máxima encontra-se na Serra da Bandeira, no distrito de Tabuão, que chega aos 1 733 metros, enquanto que a altitude mínima está na divisa com Olaria, com 998 metros.
O município está localizado às margens do rio Grande e na Serra da Mantiqueira. A região de Taboão é constituída de diversas serras de grande altitude, com muitas nascentes de água, o que faz com que haja várias cachoeiras na região. As nascentes do rio do Peixe, um dos principais leitos da região, localizam-se nas serras do distrito de Taboão. Bom Jardim de Minas se situa sobre um divisor de águas de duas importantes bacias hidrográficas: a bacia do rio Grande e a bacia do rio Paraíba do Sul, apresentando em seu território uma vastidão de cursos hídricos de pequeno e médio porte que contribuem com essas áreas de drenagem. São exemplos desses mananciais o rio do Peixe, os ribeirões do Taboão e Imbutaia e os córregos da Serra da Bandeira, das Três Barras, do Ataque, do Goiabal e do Milho Branco.

### Clima
| Maiores acumulados de chuva em 24 horas registrados em Bom Jardim de Minas por meses (Estação Bom Jardim de Minas) | Maiores acumulados de chuva em 24 horas registrados em Bom Jardim de Minas por meses (Estação Bom Jardim de Minas) | Maiores acumulados de chuva em 24 horas registrados em Bom Jardim de Minas por meses (Estação Bom Jardim de Minas) | Maiores acumulados de chuva em 24 horas registrados em Bom Jardim de Minas por meses (Estação Bom Jardim de Minas) | Maiores acumulados de chuva em 24 horas registrados em Bom Jardim de Minas por meses (Estação Bom Jardim de Minas) | Maiores acumulados de chuva em 24 horas registrados em Bom Jardim de Minas por meses (Estação Bom Jardim de Minas) |
| Mês | Acumulado | Data | Mês | Acumulado | Data |
| --- | --- | --- | --- | --- | --- |
| Janeiro | 129 mm | 25/01/2017 | Julho | 51,2 mm | 22/07/1976 |
| Fevereiro | 89,8 mm | 19/02/1988 | Agosto | 52,6 mm | 03/08/1969 |
| Março | 90 mm | 10/03/1987 | Setembro | 56,6 mm | 27/09/1992 |
| Abril | 76 mm | 27/04/1992 | Outubro | 150 mm | 31/10/1973 |
| Maio | 77,4 mm | 16/05/1994 | Novembro | 103,6 mm | 02/11/1979 |
| Junho | 58 mm | 04/06/1983 | Dezembro | 125 mm | 29/12/1945 |
| Fonte: Agência Nacional de Águas e Saneamento Básico (ANA).                                                        | | | | | |

O clima bonjardinense é caracterizado, segundo o IBGE, como tropical mesotérmico brando úmido (tipo Cwb segundo Köppen), tendo temperatura média anual de 21,2 °C com invernos secos e frios e verões chuvosos com temperaturas amenas. O mês mais quente, janeiro, tem temperatura média de 24,1 °C, sendo a média máxima de 29,4 °C e a mínima de 18,9 °C. E o mês mais frio, julho, de 17,3 °C, sendo 24,8 °C e 9,8 °C as médias máxima e mínima, respectivamente. Outono e primavera são estações de transição.
A precipitação média anual é de 1 412,9 mm, sendo agosto o mês mais seco, quando ocorrem apenas 13,9 mm. Em dezembro, o mês mais chuvoso, a média fica em 259,8 mm. Nos últimos anos, entretanto, os dias quentes e secos durante o inverno têm sido cada vez mais frequentes, não raro ultrapassando a marca dos 28 °C, especialmente entre julho e setembro. Em agosto de 2010, por exemplo, a precipitação de chuva em Bom Jardim não passou dos 0 mm. Durante a época das secas e em longos veranicos em pleno período chuvoso também são comuns registros de queimadas em morros e matagais, principalmente na zona rural da cidade, o que contribui com o desmatamento e com o lançamento de poluentes na atmosfera, prejudicando ainda a qualidade do ar.
De acordo com o Instituto Mineiro de Gestão das Águas (IGAM), com dados coletados na estação pluviométrica Bom Jardim de Minas de 1941 a 2022, o maior acumulado de chuva registrado em 24 horas foi de 150 mm no dia 31 de outubro de 1973. Outros grandes acumulados foram de 129 mm em 25 de janeiro de 2017, 125 mm em 29 de dezembro de 1945 e 103,6 mm em 2 de novembro de 1979. Contudo, na estação Pedreira-Pacau, em operação desde 1965, o acumulado recorde atingiu 165,6 mm em 20 de março de 1983. Já na estação Tabuão, em operação desde 1982, o maior acumulado foi de 134,5 mm em 4 de janeiro de 2001. Segundo o Instituto Nacional de Pesquisas Espaciais (INPE), o município é o 325º colocado no ranking de ocorrências de descargas elétricas no estado de Minas Gerais, com uma média anual de 4,5862 raios por quilômetro quadrado. Ocasionalmente também são registrados episódios de geadas.
| Dados climatológicos para Bom Jardim de Minas | Dados climatológicos para Bom Jardim de Minas | Dados climatológicos para Bom Jardim de Minas | Dados climatológicos para Bom Jardim de Minas | Dados climatológicos para Bom Jardim de Minas | Dados climatológicos para Bom Jardim de Minas | Dados climatológicos para Bom Jardim de Minas | Dados climatológicos para Bom Jardim de Minas | Dados climatológicos para Bom Jardim de Minas | Dados climatológicos para Bom Jardim de Minas | Dados climatológicos para Bom Jardim de Minas | Dados climatológicos para Bom Jardim de Minas | Dados climatológicos para Bom Jardim de Minas | Dados climatológicos para Bom Jardim de Minas |
| Mês                                           | Jan                                           | Fev                                           | Mar                                           | Abr                                           | Mai                                           | Jun                                           | Jul                                           | Ago                                           | Set                                           | Out                                           | Nov                                           | Dez                                           | Ano                                           |
| --------------------------------------------- | --------------------------------------------- | --------------------------------------------- | --------------------------------------------- | --------------------------------------------- | --------------------------------------------- | --------------------------------------------- | --------------------------------------------- | --------------------------------------------- | --------------------------------------------- | --------------------------------------------- | --------------------------------------------- | --------------------------------------------- | --------------------------------------------- |
| Temperatura máxima média (°C)                 | 29,4                                          | 29,4                                          | 29,4                                          | 27,6                                          | 25,8                                          | 24,8                                          | 24,8                                          | 26                                            | 26,8                                          | 27,5                                          | 28,2                                          | 28,5                                          | 27,3                                          |
| Temperatura mínima média (°C)                 | 18,9                                          | 18,8                                          | 18,2                                          | 15,9                                          | 12,9                                          | 10,8                                          | 9,8                                           | 11,2                                          | 13,9                                          | 16                                            | 17,2                                          | 18,2                                          | 15,1                                          |
| Precipitação (mm)                             | 248,6                                         | 223,2                                         | 173,2                                         | 66,5                                          | 37,1                                          | 22,5                                          | 14,7                                          | 13,9                                          | 51,6                                          | 118                                           | 183,8                                         | 259,8                                         | 1 412,9                                       |
| Fonte: Somar Meteorologia                     |                                               |                                               |                                               |                                               |                                               |                                               |                                               |                                               |                                               |                                               |                                               |                                               |                                               |

### Fauna e flora
A vegetação da cidade é formada por duas classes de formações fisionômicas ecológicas nativas, sendo estas a Florestal (pela Mata Atlântica) e o Campestre; ocorrendo também a vegetação exótica ou monoculturas. Estas, associadas à topografia acidentada, resultam numa cobertura vegetal diversificada, constituindo, assim, um complexo vegetacional formado por mosaicos de comunidades de diferentes fisionomias. Destacam-se na Mata Atlântica árvores como os ipês, jacarandás, angicos, quaresmeiras, araucárias e cedro.
Já a fauna, existem na cidade cerca de 25 a 30 espécies de mamíferos de médio e grande porte, como a Capivara, Jaguatirica, Lobo-Guará, Paca, Lontra, Mão Pelada, além de primatas como o Sauá e o Mico-estrela. A avifauna possui uma boa representatividade, existindo mais de 200 espécies, entre elas, o Marrequinho, Pato-selvagem, Garça, Carcará, Canário-da-terra, Bem-te-vi, Azulão, Tucano, Pintassilgo, Sabiá-laranjeira, Sabiá-do-campo e Sangue-de-boi. As espécies de peixes, citando: Dourado, Piaba, Mandi, Traíra, Piau, Chorão e Lambari-do-rabo-vermelho situam-se no rio Grande; e as espécies Lambari-barriga-azeda, Lambari-do-rabo-vermelho, Bagre (Maria Mole), Cará e Traíra, situam-se nos córregos e ribeirões da região. Porém, a pesca irregular com rede de arrastão, a retirada do oxigênio da água, a intoxicação das águas com carbureto ou gás, e, também, a introdução de espécies exóticas como o Bagre-africano, põe em risco os ecossistemas daquele rio, podendo levar à extinção dos peixes.

### Localidades na vizinhança
O diagrama seguinte representa as localidades ao redor de Bom Jardim de Minas.

## Demografia
Em 2022, a população foi estimada em 6 783 habitantes pelo censo daquele ano, realizado pelo Instituto Brasileiro de Geografia e Estatística (IBGE). Em 2010, a população era de 6 501 habitantes. Segundo o censo de 2010, 3 249 habitantes eram homens e 3 252 habitantes mulheres. Ainda segundo o mesmo censo, 5 576 habitantes viviam na zona urbana e 925 na zona rural. Da população total em 2010, 1 373 habitantes (21,12%) tinham menos de 15 anos de idade, 4 378 habitantes (67,34%) tinham de 15 a 64 anos e 750 pessoas (11,54%) possuíam mais de 65 anos, sendo que a esperança de vida ao nascer era de 74,3 anos e a taxa de fecundidade total por mulher era de 1,4.
Em 2010, segundo dados do censo do IBGE daquele ano, a população bonjardinense era composta por 4 640 brancos (71,37%); 355 negros (5,46%); 39 amarelos (0,6%); 1 446 pardos (22,24%); e 21 indígenas (0,32%). Considerando-se a região de nascimento, 6 383 eram nascidos na Região Sudeste (98,18%), 71 na Região Nordeste (1,10%), 25 no Centro-Oeste (0,39%), 12 no Sul (0,19%) e três no Norte (0,05%). 5 917 habitantes eram naturais do estado de Minas Gerais (91,02%) e, desse total, 4 902 eram nascidos em Bom Jardim de Minas (75,41%). Entre os 1 599 naturais de outras unidades da federação, o Rio de Janeiro era o estado com maior presença, com 277 pessoas (4,26%), seguido por São Paulo, com 183 residentes (2,82%), e por Pernambuco, com 16 habitantes residentes no município (0,25%).
O Índice de Desenvolvimento Humano Municipal (IDH-M) de Bom Jardim de Minas é considerado médio pelo Programa das Nações Unidas para o Desenvolvimento (PNUD), sendo que seu valor é de 0,673 (o 2598º maior do Brasil). A cidade possui a maioria dos indicadores próximos à média nacional segundo o PNUD. Considerando-se apenas o índice de educação o valor é de 0,569, o valor do índice de longevidade é de 0,822 e o de renda é de 0,653. De 2000 a 2010, a proporção de pessoas com renda domiciliar per capita de até meio salário mínimo reduziu em 53,5% e em 2010, 83,8% da população vivia acima da linha de pobreza, 11,3% encontrava-se na linha da pobreza e 4,9% estava abaixo e o coeficiente de Gini, que mede a desigualdade social, era de 0,42, sendo que 1,00 é o pior número e 0,00 é o melhor. A participação dos 20% da população mais rica da cidade no rendimento total municipal era de 51,4%, ou seja, 11,5 vezes superior à dos 20% mais pobres, que era de 4,5%.
De acordo com dados do censo de 2010 realizado pelo IBGE, a população de Bom Jardim de Minas está composta por: 5 529 católicos (85,06%), 789 evangélicos (12,14%), 116 pessoas sem religião (1,78%), 13 espíritas (0,20%) e 0,82% estão divididas entre outras religiões.

## Política e administração
A administração municipal se dá pelos Poderes Executivo e Legislativo. O Executivo é exercido pelo prefeito, auxiliado pelo seu gabinete de secretários. O primeiro prefeito da cidade foi Américo Ferreira Pena, por uma gestão de oito anos (1938–1946). O atual prefeito é José Francisco Matos e Silva, atualmente filiado ao MDB, eleito vice-prefeito pelo PSD nas eleições municipais de 2020 com 51,33% dos votos válidos e empossado em 1º de janeiro de 2021 no cargo, ao lado de então prefeito eleito Joaquim Laercio Rodrigues, que perdeu o mandato em 21 março de 2023, quando o cargo de prefeito passou a ser exercido de forma definitiva por Matos e Silva.. O prefeito municipal foi reeleito nas eleições municipais de 2024 com 56,13% dos votos junto de sua companheira de chapa, Suzana Soraia de Paula, que será a primeira mulher a ocupar um cargo eletivo no executivo. O Poder Legislativo, por sua vez, instalou-se na cidade no dia 13 de dezembro de 1947, por André Rodrigues Sarmento, juiz de direito da Comarca de Andrelândia da época, sendo constituído pela câmara municipal, composta por nove vereadores. Cabe à casa elaborar e votar leis fundamentais à administração e ao Executivo, especialmente o orçamento participativo (Lei de Diretrizes Orçamentárias).
Em complementação ao processo Legislativo e ao trabalho das secretarias, existem também conselhos municipais em atividade, entre os quais dos direitos da criança e do adolescente e tutelar, criados em 2002. O Poder Judiciário, conjunto dos órgãos públicos com função jurisdicional, foi regularizado pela lei nº 9.886, de 3 de março de 1888, quando foi criado o Cartório de Registro Civil e Tabelionato, iniciando-se as atividades de registro civil, casamentos e óbitos no dia 1º de janeiro de 1889. O primeiro juiz de paz e escrivão foi o Capitão Zótico Marcelino de Carvalho, exercendo suas funções por 40 anos consecutivos. Anteriormente a este o responsável pela função era o vigário da cidade. Bom Jardim de Minas se rege atualmente por sua lei orgânica e é termo da Comarca de Andrelândia, do Poder Judiciário estadual, de primeira entrância, juntamente com os municípios de Arantina, Madre de Deus de Minas e São Vicente de Minas. O município possuía, em março de 2017, 5 840 eleitores, de acordo com o Tribunal Superior Eleitoral (TSE), o que representa 0,087% do eleitorado mineiro.

## Economia
No Produto Interno Bruto (PIB) de Bom Jardim de Minas, destacam-se a agropecuária e a área de prestação de serviços. De acordo com dados do IBGE, relativos a 2011, o PIB do município era de R$ 55 041 mil. 3 446 mil reais eram de impostos sobre produtos líquidos de subsídios a preços correntes e o PIB per capita era de R$ 8 479,56. Em 2010, 58,69% da população maior de 18 anos era economicamente ativa, enquanto que a taxa de desocupação era de 6,92%.
Salários juntamente com outras remunerações somavam 11 811 mil reais e o salário médio mensal de todo município era de 1,7 salários mínimos. Havia 231 unidades locais e 236 empresas atuantes. Segundo o IBGE, 70,96% das residências sobreviviam com menos de salário mínimo mensal por morador (1 574 domicílios), 21,73% sobreviviam com entre um e três salários mínimos para cada pessoa (482 domicílios), 2,61% recebiam entre três e cinco salários (58 domicílios), 1,40% tinham rendimento mensal acima de cinco salários mínimos (31 domicílios) e 3,29% não tinham rendimento (73 domicílios).
Setor primário
| Produção de cana-de-açúcar, mandioca e milho (2011) | Produção de cana-de-açúcar, mandioca e milho (2011) | Produção de cana-de-açúcar, mandioca e milho (2011) |
| --------------------------------------------------- | --------------------------------------------------- | --------------------------------------------------- |
| Produto                                             | Área colhida (hectares)                             | Produção (tonelada)                                 |
| Cana-de-açúcar                                      | 100                                                 | 3 000                                               |
| Mandioca                                            | 43                                                  | 559                                                 |
| Milho                                               | 200                                                 | 260                                                 |

A pecuária e a agricultura representam o setor menos relevante na economia de Bom Jardim. Em 2011, de todo o PIB da cidade, 4 491 mil reais era o valor adicionado bruto da agropecuária, enquanto que em 2010, 25,91% da população economicamente ativa do município estava ocupada no setor. Segundo o IBGE, em 2011 o município possuía um rebanho de 5 061 bovinos, 489 equinos, 194 muares, 1 215 suínos, 52 caprinos, 62 ovinos e 6 417 aves, entre estas 4 310 galinhas e 2 107 galos, frangos e pintinhos. Em 2011 a cidade produziu 2 593 mil litros de leite de 1 896 vacas, 13 mil dúzias de ovos de galinha e 6 430 quilos de mel de abelha. 29 ovinos foram tosquiados, produzindo 38 quilos de lã.
Na lavoura temporária são produzidos principalmente a cana-de-açúcar (3 mil toneladas produzidas e 100 hectares cultivados), a mandioca (559 toneladas e 43 hectares) e o milho (260 toneladas e 200 hectares), além do feijão (5 toneladas e 1 hectare). Já na lavoura permanente destacam-se a banana (45 toneladas produzidas e 4 hectares colhidos), a laranja (25 toneladas produzidas e 3 hectares colhidos) e a tangerina (7 toneladas produzidas e 2 hectares colhidos), além do café (4 toneladas produzidas e 4 hectares colhidos).
Setores secundário e terciário

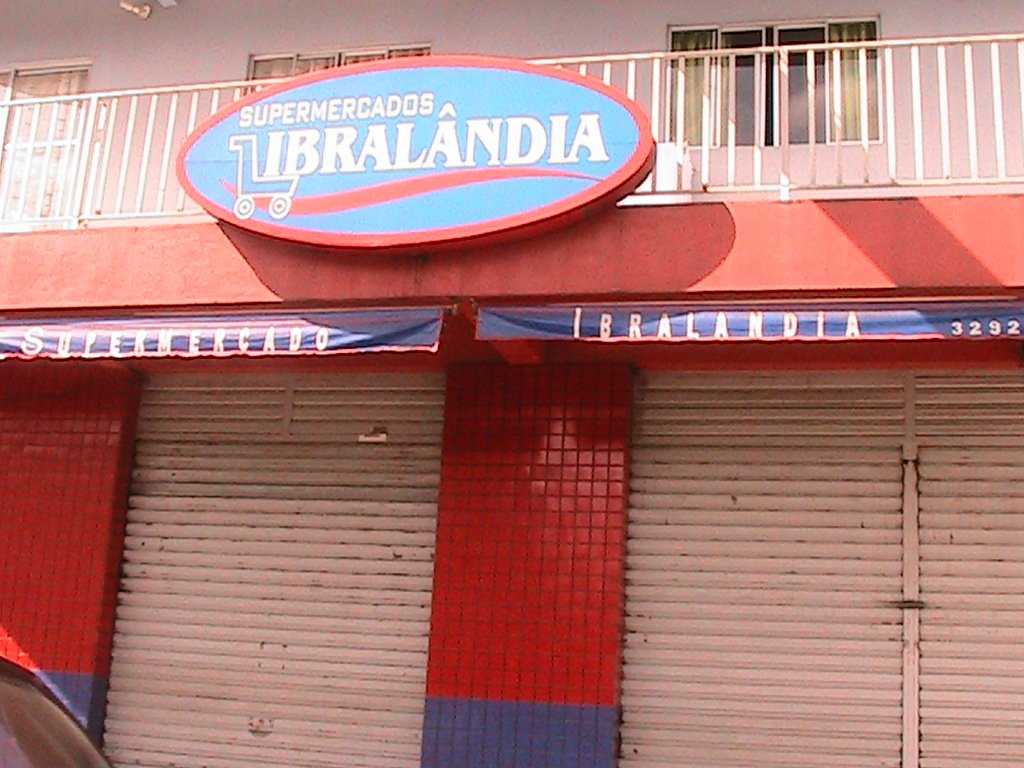
Supermercados Ibralândia de Bom Jardim de Minas

A indústria, em 2011, era o segundo setor mais relevante para a economia do município. 10 718 reais do PIB municipal eram do valor adicionado bruto do setor secundário. A produção industrial ainda é muito incipiente na cidade, mesmo que comece a dar sinais de aprimoramento, sendo resumida principalmente à produção de laticínios ou pequenas fábricas. No ano de 2000, a principal empresa industrial classificada segundo o número de empregados era a Real Comércio e Laticínios Ltda., que atuava no ramo de fabricação de produtos alimentícios e bebidas. Também se destacam os Laticínios Bom Jardim e Rio do Peixe, os maiores em processamento e transformação de leite e derivados da cidade. Segundo estatísticas do ano de 2010, 5,68% dos trabalhadores de Bom Jardim de Minas estavam ocupados no setor industrial.
O movimento comercial bonjardinense tem se expandido desde o início da década de 1990. Era um sinal visível do crescimento econômico, da modernização e, consequentemente, do progresso da cidade, apesar da lentidão com que se desenvolveu antes da década de 90. O comércio da cidade foi beneficiado ainda pelo fato de Bom Jardim ter se tornado uma cidade turística, sendo que em períodos de festas ou na alta temporada o movimento comercial é maior em comparação a outras épocas do ano. Em 2010, 10,01% da população ocupada estava empregada no setor de construção, 0,73% nos setores de utilidade pública, 14,23% no comércio e 40,50% no setor de serviços e em 2011, 36 387 reais do PIB municipal eram do valor adicionado bruto do setor terciário.

## Infraestrutura

### Habitação, serviços básicos e criminalidade

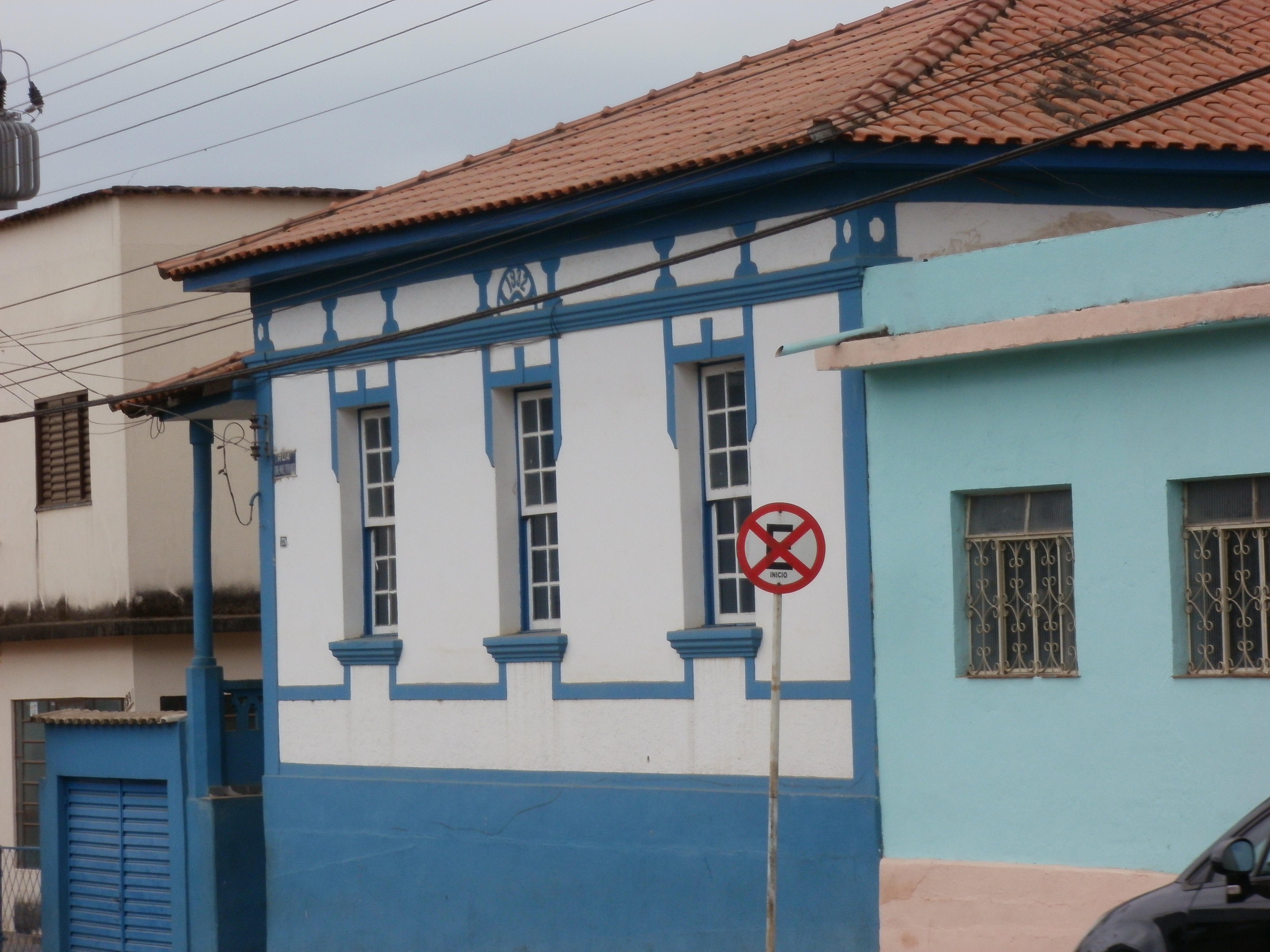
Residências em Bom Jardim de Minas

No ano de 2010 a cidade tinha 2 218 domicílios particulares permanentes. Desse total, 2 100 eram casas, uma era casa de vila ou condomínio, 114 eram apartamentos e três eram habitações em cortiços. Do total de domicílios, 1 564 são imóveis próprios (1 556 próprios já quitados e oito em aquisição); 408 foram alugados; 228 foram cedidos (48 cedidos por empregador e 180 cedidos de outra forma) e 18 foram ocupados de outra maneira. Parte dessas residências contava com água tratada, energia elétrica, esgoto, limpeza urbana, telefonia fixa e telefonia celular. 1 904 domicílios eram atendidos pela rede geral de abastecimento de água (85,84% do total); 2 196 (99,00%) possuíam banheiros para uso exclusivo das residências; 1 919 (86,51% deles) eram atendidos por algum tipo de serviço de coleta de lixo disponibilizado pela prefeitura; e 2 177 (98,15%) possuíam abastecimento de energia elétrica.
A energia elétrica está presente na cidade desde o dia 15 de setembro de 1928, quando instalou-se na cidade a Companhia Sul Mineira de Eletricidade. Atualmente (2013) a responsável pelo serviço é a Companhia Energética de Minas Gerais (CEMIG). Segundo a empresa, em 2003 havia 2 501 consumidores e foram consumidos 3 304 758 KWh de energia. Já o serviço de coleta de esgoto da cidade é feito pela prefeitura, enquanto que a Companhia de Saneamento de Minas Gerais (Copasa) é a encarregada pelo abastecimento de água.
Entre 2006 e 2008, as taxas de homicídio e suicídio foram nulas em Bom Jardim de Minas. Em 2007 e 2008 também não ocorreram óbitos por acidentes de transito, porém em 2006 foram registradas duas mortes por acidentes de transporte.

### Saúde e educação
Em 2009, o município possuía cinco estabelecimentos de saúde entre hospitais, pronto-socorros, postos de saúde e serviços odontológicos, sendo três deles públicos e dois privados e que dois dos públicos pertenciam à rede municipal. Dois estabelecimentos faziam parte do Sistema Único de Saúde (SUS) e no total existiam 30 leitos para internação. Em 2012, 99,3% das crianças menores de 1 ano de idade estavam com a carteira de vacinação em dia e em 2011, foram registrados 75 nascidos vivos, sendo que o índice de mortalidade infantil neste ano foi de 26,7 óbitos de crianças menores de cinco anos de idade a cada mil nascidos. Em 2010, 5,87% das mulheres de 10 a 17 anos tiveram filhos (todas acima dos 15 anos) e a taxa de atividade entre meninas de 10 a 14 anos era de 14,99%. Em 2012, 96,9% das crianças do município foram pesadas pelo Programa Saúde da Família, sendo que 0,5% deste total estavam desnutridas.
Na área da educação, o Índice de Desenvolvimento da Educação Básica (IDEB) médio entre as escolas públicas de Bom Jardim de Minas era, no ano de 2011, de 5,4 (numa escala de avaliação que vai de nota 1 a 10), sendo que a nota obtida por alunos do 5º ano (antiga 4ª série) foi de 6,0 e do 9º ano (antiga 8ª série) foi de 4,9; o valor das escolas públicas de todo o Brasil era de 4,0. Em 2010, 1,19% das crianças com faixa etária entre sete e quatorze anos não estavam cursando o ensino fundamental. A taxa de conclusão, entre jovens de 15 a 17 anos, era de 45,4% e o percentual de alfabetização de jovens e adolescentes entre 15 e 24 anos era de 96,7%. A distorção idade-série entre alunos do ensino fundamental, ou seja, com com idade superior à recomendada, era de 22,6% para os anos iniciais e 36,6% nos anos finais e, no ensino médio, a defasagem chegava a 35,7%. Dentre os habitantes de 18 anos ou mais, 39,61% tinham completado o ensino fundamental e 27,88% o ensino médio, sendo que a população tinha em média 9,58 anos esperados de estudo.
Em 2010, de acordo com dados da amostra do censo demográfico, da população total, 1 641 habitantes frequentavam creches e/ou escolas. Desse total, quatro frequentavam creches, 99 estavam no ensino pré-escolar, 77 na classe de alfabetização, cinco na alfabetização de jovens e adultos, 973 no ensino fundamental, 259 no ensino médio, 57 na educação de jovens e adultos do ensino fundamental, 95 na educação de jovens e adultos do ensino médio, nove na especialização de nível superior, 59 em cursos superiores de graduação e três em mestrado. 4 860 pessoas não frequentavam unidades escolares, sendo que 801 nunca haviam frequentado e 4 059 haviam frequentado alguma vez. O município contava, em 2012, com aproximadamente 1 323 matrículas nas instituições de ensino da cidade. Segundo o IBGE, neste mesmo ano, das quatro escolas do ensino fundamental, uma pertencia à rede pública estadual e três à rede pública municipal. A instituição que fornecia o ensino médio pertencia à rede pública estadual.
| Ensino pré-escolar | 155 | 9  | 1 |
| Ensino fundamental | 899 | 66 | 4 |
| Ensino médio       | 269 | 28 | 1 |

### Comunicação e imprensa
O código de área (DDD) de Bom Jardim é 032 e o Código de Endereçamento Postal (CEP) vai de 37310-000 a 37329-999. No dia 3 de novembro de 2008 o município passou a ser servido pela portabilidade, juntamente com outros municípios com o mesmo DDD. A portabilidade é um serviço que possibilita a troca da operadora sem a necessidade de se trocar o número do aparelho.
A primeira agência de correios foi criada em 1879, sendo seu primeiro agente Sabino Tertuliano de Novais, e em agosto de 1950 instalou-se na cidade a Empresa Brasileira de Correios e Telégrafos. O rádio chegou em 21 de março de 1933, sendo o primeiro aparelho adquirido pelo comerciante Gumercindo Gonçalves da Cunha, e por volta de 1960 foi comprada a primeira televisão, de posse da família do farmacêutico Aristeu Augusto de Mattos. Nesta época não havia antena repetidora e o equipamento captava apenas chuviscos e vultos, porém houve grande rebuliço por parte da população, que não conhecia o aparelho. O telefone se instalou no dia 29 de outubro de 1927, na casa de Assis Marques. Em 27 de novembro de 1975 foi ligada a rede interna de telefones em Bom Jardim, e o circuito de interurbanos só foi possível em 22 de janeiro de 1976.
A imprensa escrita foi introduzida em Bom Jardim em 1907 com a publicação do Jornal "A Palavra", redigido por Luiz Sebastião de Souza, sendo na mesma época também criador do jornal "O Sonho". Em julho de 1938 Leybnitz de Assis redigiu o jornal "O Ipiranga", e Antônio Troufa fundou em 2 de julho de 1929 o jornal "O Cruzado". Além destes, a cidade possuiu vários outros jornais, tais como: "O Sorriso", redigido pelo Sr. José Augusto da Rocha; "A Independência" (1928), redigido por Anésio Carneiro Sobrinho e Antônio Peixoto Pereira; "O Satélite" (1937), redigido por Honório Teixeira; o "Jornal Renascer" (1982); o "Jornal Bejotaminas" (1987); e, mais recentemente, "O Bonjardinense" (2001).

### Transportes

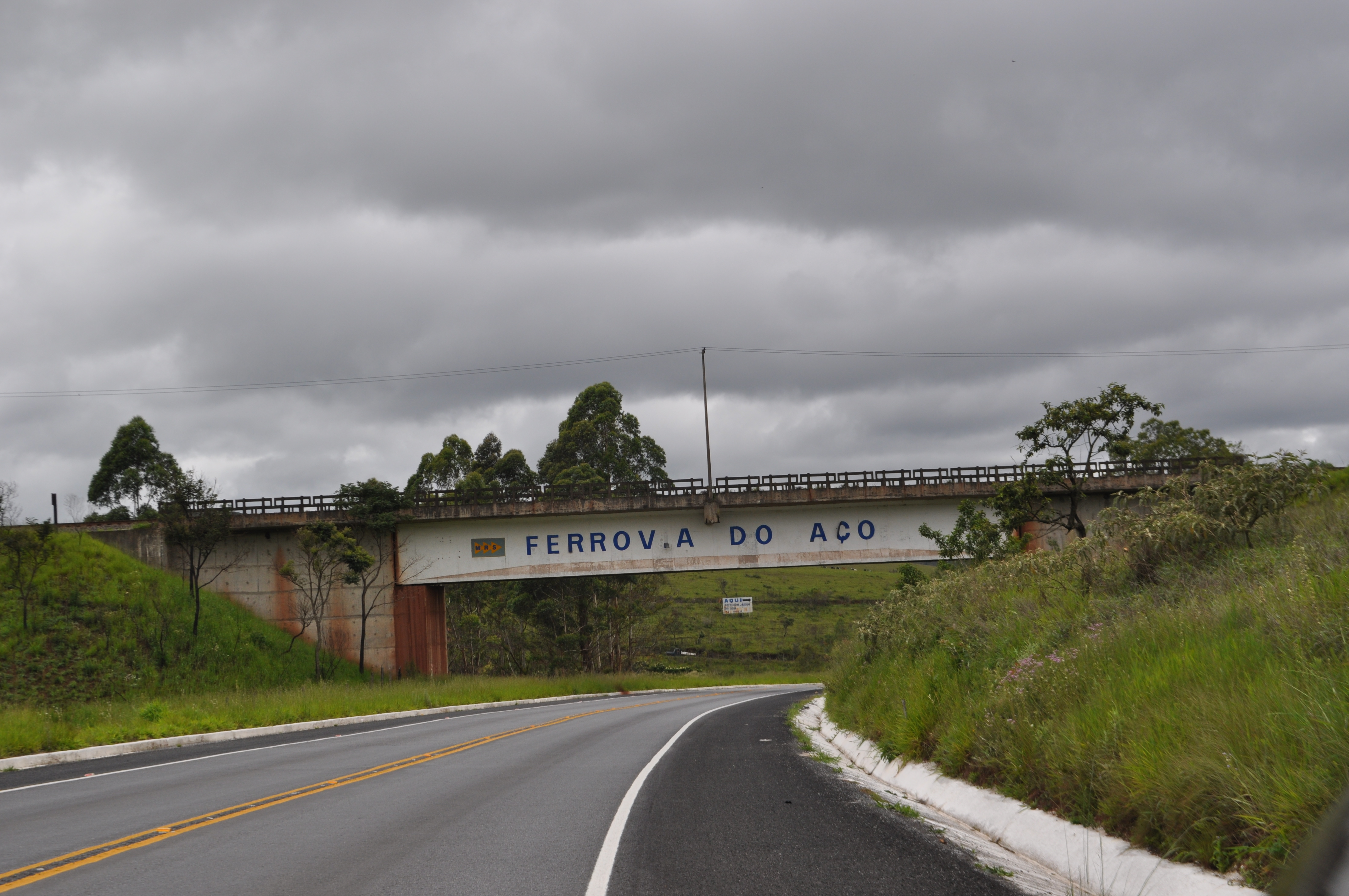
Ferrovia do Aço cruzando a BR-267 em Bom Jardim

A frota municipal no ano de 2010 era de 2 242 veículos, sendo 1 300 automóveis, 110 caminhões, 127 caminhonetes, 64 caminhonetas, 14 micro-ônibus, 537 motocicletas, 43 motonetas, treze ônibus, sete utilitários e 27 classificados como outros tipos de veículos. Bom Jardim de Minas possui um terminal rodoviário, e liga o município, principalmente, a várias outras cidades do estado de Minas Gerais e do Rio de Janeiro. A cidade possui ainda transporte coletivo, que liga a região do centro às comunidades rurais que possuem paradas de ônibus implantadas pela prefeitura. O município é atendido pela BR-267 — que inicia-se na cidade de Leopoldina, no entroncamento com a BR-116, e prossegue até a fronteira do Brasil com o Paraguai em Porto Murtinho, Mato Grosso do Sul — e pela MG-457 — que começa na BR-267 e termina na RJ-151, na divisa com o Rio de Janeiro.
Na década de 1890 Bom Jardim passou a ter transporte ferroviário, sendo atendida pela Estrada de Ferro Sapucaí. A primeira estação da cidade foi inaugurada em 2 de janeiro de 1897, tendo funcionado para passageiros até 1977 e para cargas até 1979 (a partir de 1972 apenas ligando o município a Aiuruoca), quando o prédio foi fechado e abandonado, vindo a ser destruído em um grande incêndio no dia 17 de novembro de 1980. Atualmente, o município é cortado pela Ferrovia do Aço da antiga RFFSA, sendo que entre Bom Jardim e Santa Rita de Jacutinga situa-se o Tunelão, maior túnel do Brasil e o segundo da América Latina, possuindo 8,6 quilômetros de extensão, porém não há transporte de passageiros. Também há alguns aeroportos que operam próximos a Bom Jardim de Minas, como o Aeroporto Francisco Álvares de Assis (IATA: JDF, ICAO: SBJF), em Juiz de Fora, situado a cerca de 115 km do centro do município, e está em construção o Aeroporto Regional Vale do Aço, em Volta Redonda, no Rio de Janeiro, a 90 km da cidade.

## Cultura e lazer

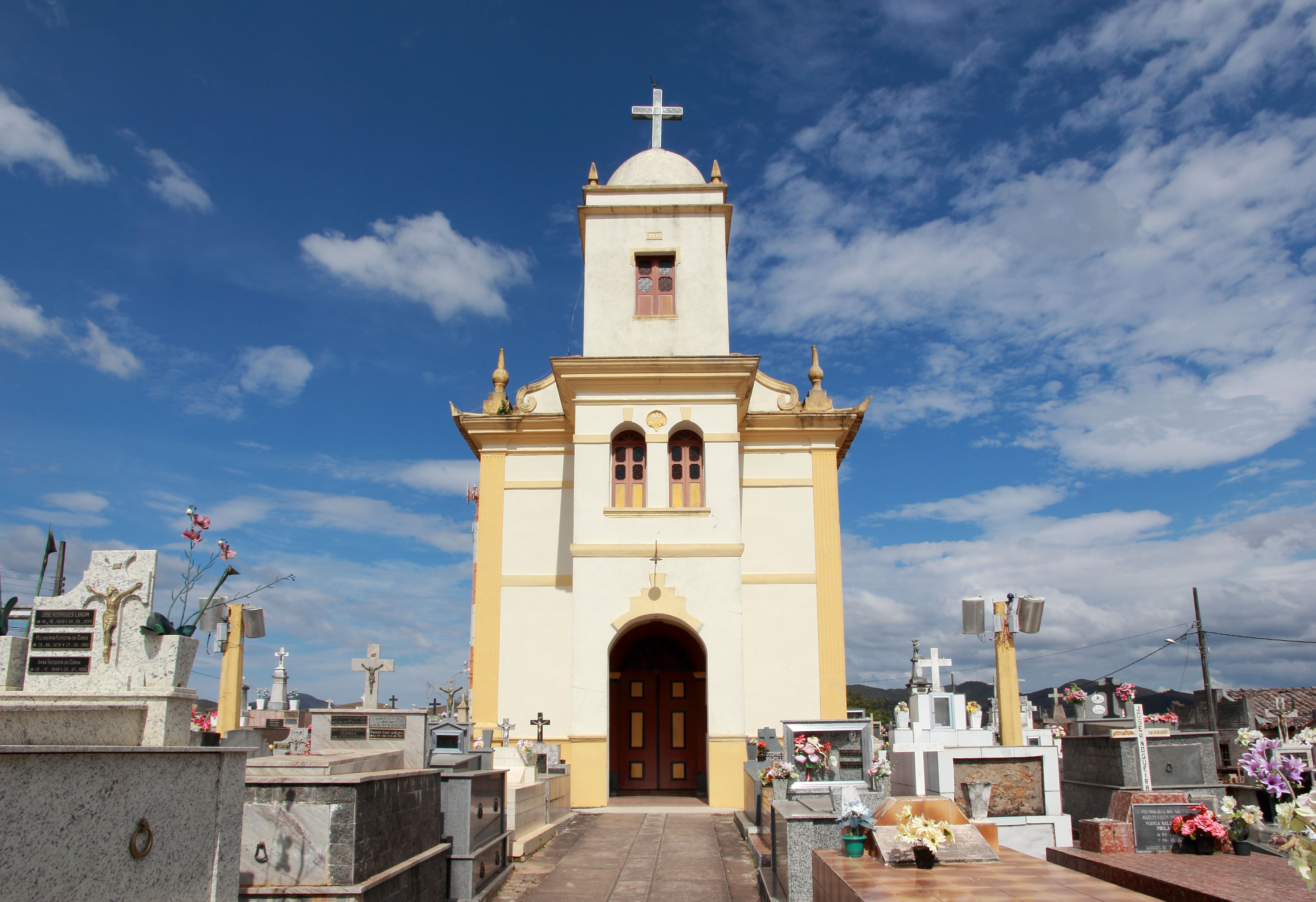
Antiga Matriz do Senhor Bom Jesus do Matozinhos

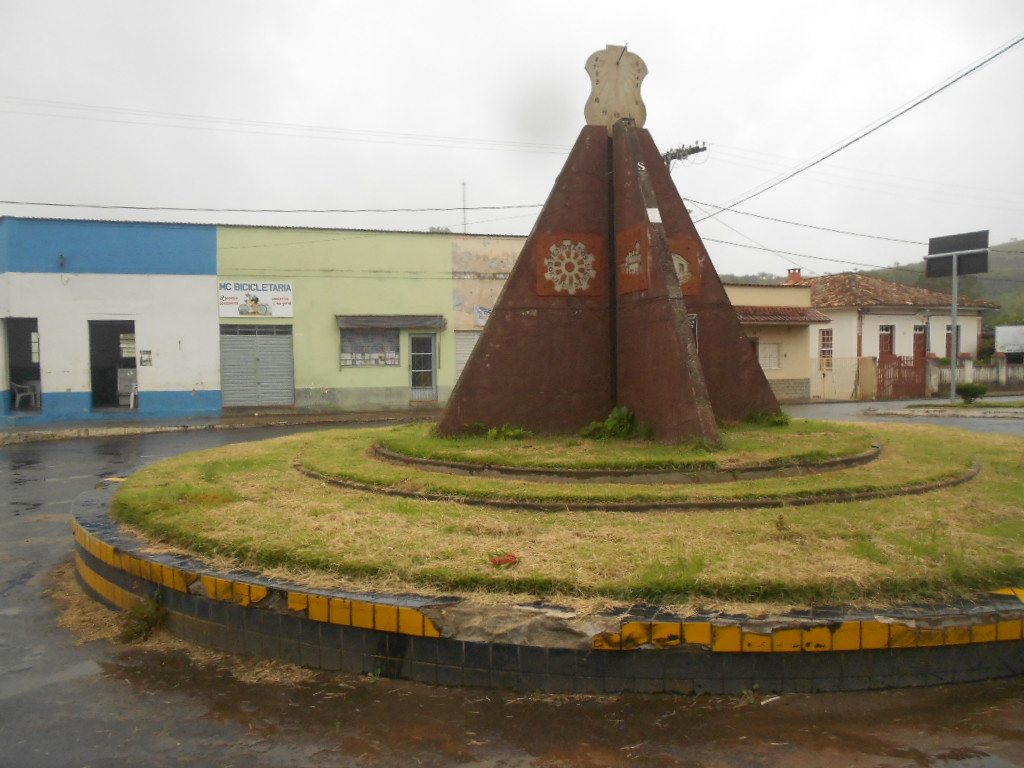
Rotatória em Bom Jardim de Minas

Bom Jardim de Minas, juntamente com os municípios de Bias Fortes, Ibertioga, Lima Duarte, Pedro Teixeira, Rio Preto, Santa Rita de Ibitipoca, Santa Rita de Jacutinga e Santana do Garambéu, faz parte do Circuito Turístico Serras de Ibitipoca, que foi criado em 17 de março de 2006 pela Secretaria de Estado de Turismo com o objetivo de estimular as manifestações culturais e o turismo ecológico na região destas cidades.

### Cinema
O primeiro cinema em Bom Jardim de Minas foi construído no início de 1928 e seu proprietário foi Honório Teixeira. Como a cidade ainda não possuía abastecimento de energia elétrica, utilizava-se um gerador a gasolina. Os primeiros filmes exibidos eram mudos, por este motivo, a casa de espetáculo era animada durante os filmes por uma jazz band. Em 1929 foi exibido o primeiro filme brasileiro que não fosse mudo e o primeiro desenho animado.
Em 1948 foi inaugurado o "Cine Central", do português Manoel José Lopes, sendo que neste período os filmes já eram legendados, e em 1950 foi inaugurado o "Cine Teatro Matozinhos", de propriedade de Marques e Mattos e Cia. Em 1953, com o desenvolvimento de Bom Jardim de Minas, foi apresentado ao público desta cidade o primeiro filme colorido, com a exibição de "Mulher Satânica". Este funcionou até 1972.

### Eventos e gastronomia
Para estimular o desenvolvimento socioeconômico local, a prefeitura de Bom Jardim de Minas, juntamente ou não com instituições locais, passou a investir mais no segmento de festas e eventos. Anualmente destaca-se a realização do carnaval da cidade, o BJFolia, em fevereiro ou março, que é considerado um dos maiores do sul mineiro e conta com desfiles de escolas de samba da própria cidade; das celebrações da Semana Santa, em março ou abril; a Festa de Maio, na segunda quinzena do mês de maio, em comemoração a Nossa Senhora da Conceição Aparecida e São Benedito; a Festa de Agosto, em homenagem a Bom Jesus do Matozinhos; e o aniversário de Bom Jardim de Minas, em dezembro, com exposições de arte, shows com bandas regionais, missas e feiras.
Na área da gastronomia, destaca-se, em Bom Jardim de Minas, a preparação de pratos típicos da culinária mineira, como a feijoada e o tradicional arroz com feijão. É bastante típico da cidade a preparação de pratos como o frango com quiabo, angu e torresmo. Esses pratos são comercializados e consumidos nos tradicionais bares e restaurantes do centro da cidade ou durante a realização de eventos, que recebem um maior contingente de pessoas durante a alta temporada do turismo. Por ser um importante produtor de laticínios, o município também é conhecido pela produção de queijos mineiros artesanais, com métodos de produção tradicionais e passados de geração em geração.

### Atrativos e artesanato
Além das manifestações culturais e eventos já citados, também destacam-se vários atrativos naturais, como a Caverna das Pitangueiras; a Serra da Bandeira, com altitude máxima chegando aos 1 500 metros; a Serra do Cruz, que chega aos 1 650 metros; e a Serra dos Gerais, com 1 250 metros; além das cerca de 100 cachoeiras existentes, sendo as mais frequentadas: do Pacau, dos Dois Córregos, do Rio Grande; das Três Quedas; das Pitangueiras; Véu da Noiva; do Imbutaia; da Mandioca; e da Fumaça.
O artesanato é uma das formas mais espontâneas da expressão cultural bonjardinense. Em várias partes do município, é possível encontrar uma produção artesanal diferenciada, feita com matérias-primas regionais e criada de acordo com a cultura e o modo de vida local. Há associações que reúnem artesãos da região, disponibilizando espaço para confecção, exposição e venda dos produtos artesanais. Normalmente essas peças são vendidas em feiras, exposições ou lojas de artesanato.

### Esportes
Recorrentemente são organizados eventos esportivos em Bom Jardim de Minas, com torneios de basquete, futsal, handebol, voleibol e xadrez. Os principais espaços esportivos da cidade são o Ginásio Poliesportivo José Murilo da Cunha, a Quadra Poliesportiva Nelo Carneiro e a Quadra Poliesportiva Virginia Abud, além dos espaços esportivos das escolas públicas do município. São algumas das principais equipes de futebol amador do município a Associação Atlética Bonjardinense, o Clube Atlético Bonjardinense, o Clube Atlético Juventus e o Estrela Branca Futebol Clube.
Na zona rural é comum a prática de diversos esportes radicais. Em algumas quedas d'água destaca-se a prática de rapel e alguns rios propiciam o rafting. Bom Jardim ainda conta com diversas trilhas com trilhas, que servem para caminhadas ecológicas e passeios de bicicleta ou para a prática de motocross e esportes envolvendo veículos 4x4.

### Feriados
Em Bom Jardim de Minas há dois feriados municipais e oito feriados nacionais, além dos pontos facultativos. Os feriados municipais são o dia de Corpus Christi, celebrado em maio ou junho, e o dia de Assunção de Maria, em 15 de agosto. De acordo com a lei federal nº 9.093, aprovada em 12 de setembro de 1995, os municípios podem ter no máximo quatro feriados municipais com âmbito religioso, já incluída a Sexta-Feira Santa.